# Deucalionis Regio
Deucalionis Regio és una característica d'albedo a la superfície de Mart, localitzada amb el sistema de coordenades planetocèntriques a -14.83 ° latitud N i 20 ° longitud E. El nom va ser aprovat per la UAI l'any 1958 i fa referència a Deucalió, personatge de la mitologia grega va sobreviure a la inundació enviada per Zeus.